# Alyson Reed
Alyson Reed (Anaheim, 11 gennaio 1958) è una ballerina e attrice statunitense.

## Biografia
Alyson Reed è cresciuta a Anaheim e ha frequentato la Anaheim High School, dove ha finito gli studi nel 1976. Reed ha debuttato a Broadway nel musical Dancin' nel 1978. Altri musicali a cui ha contribuito sono Dance a Little Closer, Cabaret, A Grand Night for Singing, e Marilyn: An American Fable. È stata nominata ai Tony Award per Best Featured Actress in un Musical per Cabaret e ai Drama Desk Award per Outstanding Actress in un Musical per Marilyn.
Il ruolo più famoso dell'attrice è quello di Chorus Line di Richard Attenborough, ma è anche apparsa nel film di Blake Edwards Skin Deep - Il piacere è tutto mio, con John Ritter. Altre interpretazioni includono Matlock, L.A. Law - Avvocati a Los Angeles, La signora in giallo, Frasier, Law & Order, Senza traccia, E.R. - Medici in prima linea, Giudice Amy, Chicago Hope, X-File, CSI - Scena del crimine, Nip/Tuck, Crossing Jordan, Numb3rs, Boston Legal, e NYPD - New York Police Department. Ha interpretato anche il ruolo della Signora Darbus nel popolare film per la televisione High School Musical, High School Musical 2 e nel sequel High School Musical 3: Senior Year.

## Filmografia parziale

### Cinema
- Chorus Line (A Chorus Line), regia di Richard Attenborough (1985)
- Skin Deep - Il piacere è tutto mio (Skin Deep), regia di Blake Edwards (1989)
- High School Musical 3: Senior Year, regia di Kenny Ortega (2008)
- Ad Astra, regia di James Gray (2019)

### Televisione
- X-Files (The X-Files) – serie TV, episodio 7x06 (1999)
- High School Musical, regia di Kenny Ortega – film TV (2006)
- High School Musical 2, regia di Kenny Ortega – film TV (2007)
- The Mentalist - serie TV, episodio 4x06 (2011)
- Desperate Housewives - serie TV, 3 episodi (2012)
- Mad Men - serie TV, episodio 5x04 (2012)
- Bones - serie TV, episodio 9x10 (2013)
- Modern Family - serie TV, 2 episodi (2014-2015)
- Grey's Anatomy – serie TV, episodio 10x15 (2014)
- Major Crimes - serie TV, episodio 4x12 (2015)
- Chance - serie TV, 5 episodi (2017)
- Grace and Frankie - serie TV, episodio 3x09 (2017)
- NCIS - Unità anticrimine (NCIS) – serie TV, episodio 15x17 (2018)
- NCIS: Los Angeles – serie TV, episodio 11x20 (2020)
- Station 19 - serie TV, episodio 5x13 (2022)

### Doppiaggio
- Diablo III - videogioco, voce di Adria (2011)

## Doppiatrici italiane
Nelle versioni in italiano delle opere in cui ha recitato, Alyson Reed è stata doppiata da:
- Ludovica Modugno High School Musical, High School Musical 2, High School Musical 3: Senior Year
- Liliana Sorrentino in X-Files, Station 19
- Valeria Perilli in CSI - Scena del crimine (ep. 10x03), NCIS - Unità anticrimine
- Anna Rita Pasanisi in Major Crimes, Chance
- Barbara Castracane in High School Musical: The Musical - La serie
- Anna Melato in Chorus Line
- Loredana Nicosia in Nip/Tuck
- Cristina Piras in Mad Men
- Lorenza Biella in Grey's Anatomy
- Rita Savagnone ne Le regole del delitto perfetto
- Antonella Giannini in NCIS: Los Angeles

Da doppiatrice è stata sostituita da:
- Patrizia Scianca in Diablo III